# Экологическая токсикология
Экологическая токсикология (экотоксикология) — раздел токсикологии, изучающий эффекты воздействия токсичных веществ на экосистемы и их круговорот в биосфере, в особенности в пищевых цепях.
Экологическая токсикология является самой молодой из токсикологических дисциплин и изучает источники поступления токсикантов в природные биосистемы, токсические эффекты действия химических веществ на живые организмы, а также устойчивость и функционирование биосистем надорганизменного уровня в условиях их токсического загрязнения.
Один из основных биологических объектов изучения экотоксикологии — человек. С этой точки зрения, экотоксикология призвана решать одну из важных проблем экологии человека — защиту здоровья людей от поражения находящимися в окружающей среде вредными веществами. В отличие от традиционной, современная экотоксикология изучает токсические эффекты не только на организменном, но и преимущественно на популяционном и биоценотическом уровнях. Вторая её особенность заключается в том, что при изучении токсических эффектов особое значение придается окружающей среде как активному компоненту, влияющему на проявление токсичности. Таким образом, осуществляется системный подход к решению проблем защиты людей и биоты в целом от вредных веществ.
Цели и задачи: изучение типов экотоксичности, их механизмов, последствия.
Впервые как самостоятельное междисциплинарное научно-практическое направление экотоксикология упоминается в 1969 году. В зарубежной научной литературе наряду с понятием экотоксикологии в близком значении используется термин «токсикология окружающей среды» (environmental toxicology).